# Akira Toriyama
Akira Toriyama (鳥山明, Toriyama Akira; Nagoya, Aichi, 5 april 1955 – 1 maart 2024) was een Japans mangaka. Zijn bekendste werken waren Dr. Slump en vooral Dragon Ball.

## Biografie
Akira Toriyama werd in 1955 geboren in Nagoya, Japan. Hij hield van tekenen sinds zijn kindertijd. Na de middelbare school ging Toriyama aan de slag bij een reclamebureau waar hij posters ontwierp, maar hij wilde striptekenaar worden, in Japan 'mangaka' genaamd. Na een stripwedstrijd, die hij weliswaar verloor, kreeg Toriyama toch zijn kans. Zijn debuutwerk was Wonder Island in 1978, gepubliceerd in het weekblad Weekly Shonen Jump. Zijn eerste grote succes kende hij in 1980 met Dr. Slump, waarvan meer dan 35 miljoen exemplaren verkocht werden en waarvoor hij een jaar later de Shogakukan Manga-prijs kreeg.
Zijn manga Dragon Ball uit 1984 vertienvoudigde dat succes tot meer dan 350 miljoen. Tal van merchandise, televisieseries, videogames en films werden ervan gemaakt. Als anime werd Dragon Ball opgesplitst in de televisieseries Dragon Ball en Dragon Ball Z. In 2015 kreeg de manga een vervolg met Dragon Ball Super, waar Toriyama aan meewerkte, maar het tekenwerk liet hij aan een collega over. Juist voor zijn overlijden werkte hij nog aan de anime Dragon Ball Daima. In een interview verklaarde Toriyama geen idee te hebben waarom Dragon Ball zo'n wereldwijd succes werd. Hij wou gewoon een leuke manga voor de jongens en meisjes in Japan maken.
Na de manga Dragon Ball vervaardigde Toriyama overwegend korte werken, zoals Neko Majin Z, Cowa! en Sand Land, waarvan in 2024 een tv-bewerking op Disney+ verscheen. Tevens schreef en illustreerde hij het kinderboek Toccio the Angel. Toriyama's tekenstudio is Bird Studio, waarvan de naam verwijst naar hemzelf. (鳥 tori betekent 'vogel', 山 yama betekent 'berg'.) Toriyama ontwikkelde ook personages voor games, waaronder de series Dragon Quest, Chrono Trigger en Dragon Ball Z: Budokai Tenkaichi 3.
Toriyama's oeuvre droeg bij aan de wereldwijde verspreiding van de Japanse cultuur. Tekenaars en schrijvers van over de hele wereld noemen hem van grote invloed op hun werk. Hij geldt als inspiratie voor heel wat creatieve industrieën, van rappers in hun muziek tot computerspellen zoals Mortal Kombat en Street Fighter. Zelf was Toriyama eerder mediaschuw en altijd zeer bescheiden over zijn succes. Hij gaf maar zelden interviews en deed amper publieke optredens, ondanks veelvuldige wereldwijde uitnodigingen. Als hij een cameo deed in zijn werk tekende de mangaka zichzelf vaak als de kleine cyborg 'Robotoriyama', het gezicht verstopt achter een gasmasker.
In februari 2024 werd bij Toriyama een hersentumor verwijderd en overleed kort daarna op 1 maart 2024 op 68-jarige leeftijd aan een hersenbloeding. Hij werd in alle stilte begraven vooraleer het nieuws van zijn overlijden een week later publiek werd gemaakt. De familie vroeg geen massale herdenking te houden, niet passend bij zijn persoon. Wereldwijd werd er wel gerouwd door zijn fans. Toriyama was getrouwd met manga artieste Yoshimi Katō sinds 1982. Samen kregen ze twee kinderen, een zoon en een dochter.

## Werk (selectie)

### Manga's
- Wonder Island (1978)
- Dr. Slump (1980-1984)
- Dragon Boy (1983)
- Dragon Ball (1984-1995)
- Cowa! (1997-1998)
- Kajika (1998)
- Neko Majin (1999-2005)
- Sand Land (2000)
- Dragon Ball Super (2015-2024)

### Computerspellen
- Dragon Quest-serie (1986-2023)
- Chrono Trigger (1995)
- Blue Dragon (2006)

### Andere
- Toccio the Angel (illustratieboek, 2003)

## Waardering
- Het oeuvre van Toriyama werd bekroond met de speciale Grote Prijs van het Internationaal Stripfestival van Angoulême voor de veertigste jubileumeditie van 2013.
- In 2019 werd Toriyama benoemd tot ridder in de Orde van Kunsten en Letteren door het Franse ministerie van cultuur.[5][6]
- Op 10 maart 2024 kreeg Toriyama postuum de Lifetime Achievement Award op het Tokyo Anime Award Festival (TAAF) in Japan. De organisatie had hem eerder in december 2023 als een van de laureaten aangekondigd.[7]